# Macrocentrus bradleyi
Macrocentrus bradleyi är en stekelart som beskrevs av Daniel 1933. Macrocentrus bradleyi ingår i släktet Macrocentrus och familjen bracksteklar. Inga underarter finns listade i Catalogue of Life.